# Padrenda
Padrenda – gmina w Hiszpanii, w prowincji Ourense, w Galicji, o powierzchni 57,04 km². W 2011 roku gmina liczyła 2244 mieszkańców.